# Pátera de Parabiago

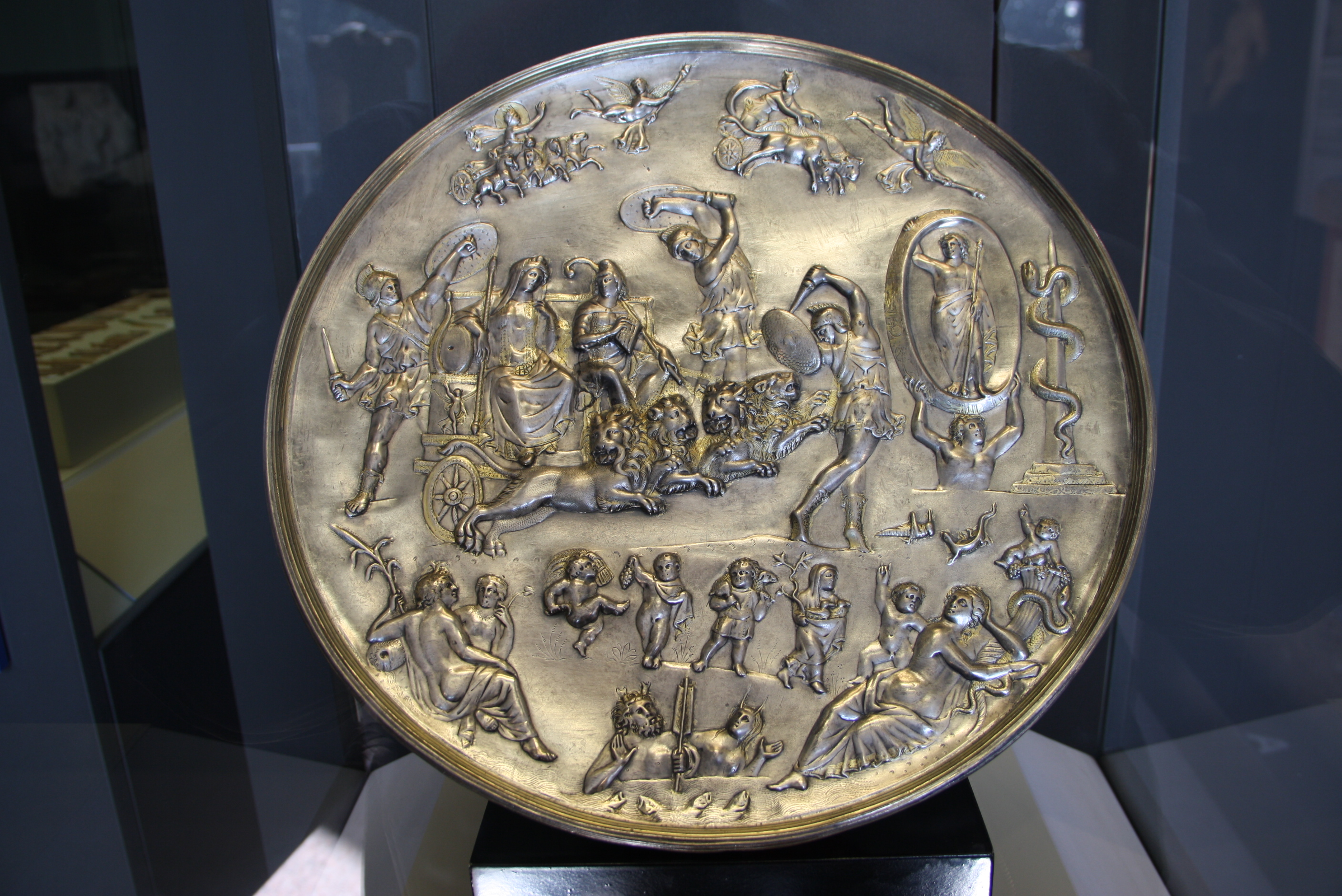
Pátera de Parabiago. Museo Arqueológico de Milán.

La Pátera de Parabiago es una pátera de plata que data de mediados del Siglo IV d. C., que fue elaborada por orfebres del imperio romano durante el mandato de Flavio Claudio Juliano. Fue hallada en el año 1907 en Parabiago, una localidad y comune italiano de la provincia de Milán, región de Lombardía.

## Simbología
Se trata de una pátera, plato de poco fondo que se usaba en ceremonias y ritos religiosos de la Antigüedad, como la libación, y que iconográficamente reúne elementos helenísticos y de culto oriental-pagano a la diosa Cibeles.

## Características
- Forma: pátera.
- Material: plata.
- Contexto/Estilo: romano-helenístico-pagano.
- Técnica: repujado, fundición a la cera perdida.
- Iconografía: Representación de la diosa Cibeles junto a su amante Atis, con símbolos de vida, muerte y renacimiento, junto a otros personajes: Coribantes, Aion, Atlas, Tellus, Océano y las Nereidas[1]
- Peso: 3,5 kilogramos.
- Diámetro: 40 centímetros.

## Conservación
La pieza se exhibe de manera permanente en el Museo Arqueológico de Milán.